# Trettendorf

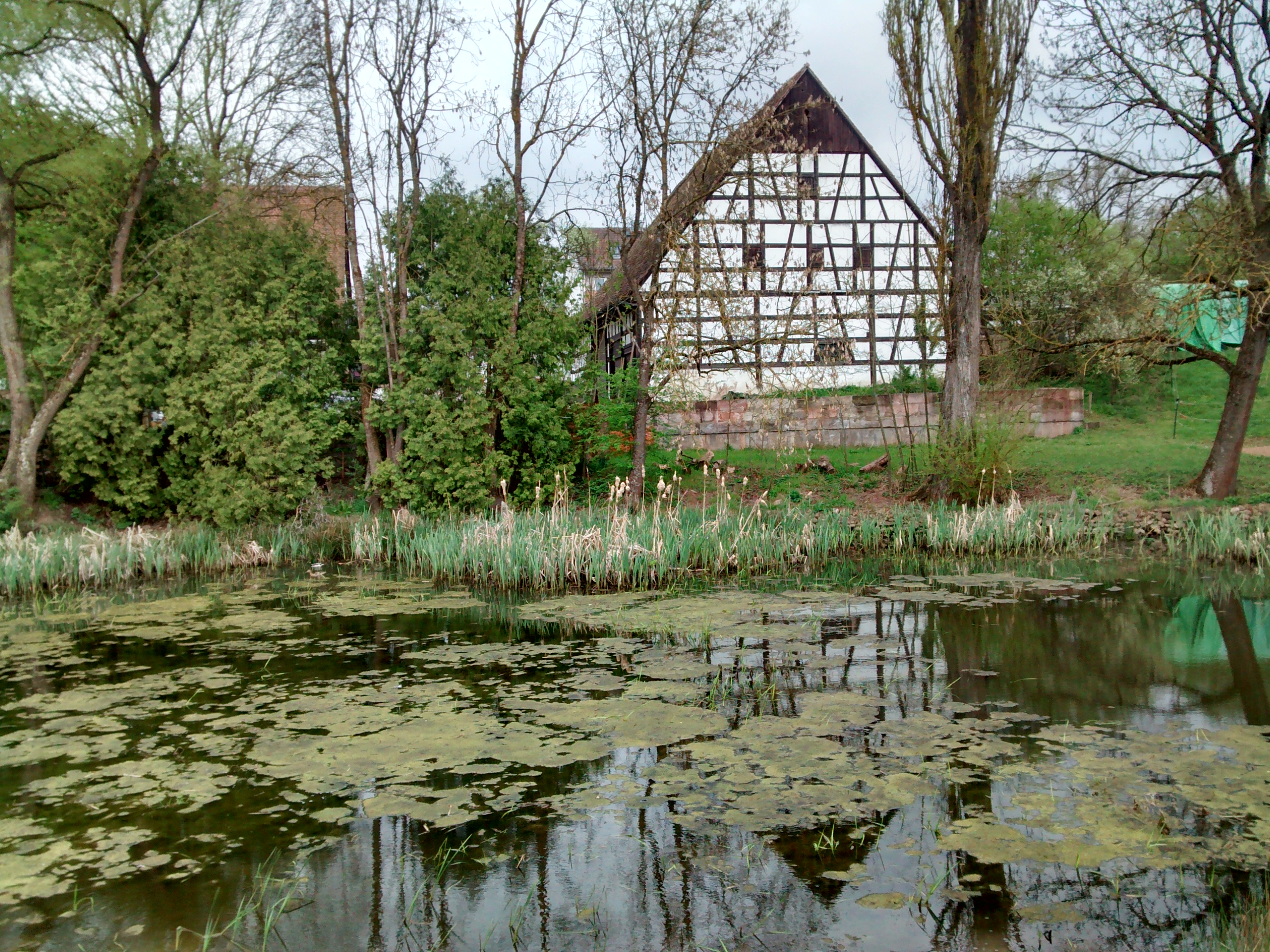
Am Alten Schlag 3: Fachwerkscheune

Trettendorf (fränkisch: Dredn-doaf) ist ein Gemeindeteil des Marktes Roßtal im Landkreis Fürth (Mittelfranken, Bayern). Trettendorf liegt in der Gemarkung Weitersdorf.

## Geographie
Unmittelbar südlich des Dorfs entspringt der Mühlbach (im Unterlauf Schwallbach genannt), einem linken Zufluss der Schwabach. 0,5 km westlich des Ortes liegen die Waldgebiete Der Alte Schlag und Mondschein, im Norden grenzen die Stückäcker an, im Süden erhebt sich der Pfaffenberg. Eine Gemeindeverbindungsstraße führt nach Roßtal (1,8 km nördlich) bzw. zu einer Gemeindeverbindungsstraße (0,5 km östlich), die nach Wimpashof (0,3 km nördlich) bzw. zur Bundesstraße 14 verläuft (0,7 km südöstlich).

## Geschichte
Der Ort wurde um 1430 als „Trettendorff“ erstmals urkundlich erwähnt. Bestimmungswort des Ortsnamens ist wahrscheinlich das mittelhochdeutsche Wort „trat“ (= Brachland, Viehweide).
Gegen Ende des 18. Jahrhunderts gab es in Trettendorf 6 Anwesen. Das Hochgericht und die Dorf- und Gemeindeherrschaft übte das brandenburg-ansbachische Richteramt Roßtal aus. Grundherren waren das Gotteshaus Roßtal (1 Hof), die Reichsstadt Nürnberg: Landesalmosenamt (2 Halbhöfe), Landesalmosenamt und St.-Klara-Amt (1 Halbhof) und der Nürnberger Eigenherr von Pömer (1 Halbhof, 1 Gütlein). Im Jahre 1802 gab es vier Anwesen, von denen einer ansbachisch und drei nürnbergisch waren.
Von 1797 bis 1808 unterstand der Ort dem Justiz- und Kammeramt Cadolzburg. Im Rahmen des Gemeindeedikts wurde Trettendorf dem 1808 gebildeten Steuerdistrikt Buchschwabach und der im selben Jahr gegründeten Ruralgemeinde Weitersdorf zugeordnet.
Im Rahmen der Gebietsreform in Bayern wurde Trettendorf am 1. Mai 1978 nach Roßtal eingemeindet.

### Baudenkmäler
In Trettendorf gibt es drei Baudenkmäler:
- Am Alten Schlag 3: Fachwerkscheune
- Am Alten Schlag: Scheune und Wirtschaftsgebäude
- Trettendorfer Hauptstr. 5: Wohnstallhaus mit Scheune

### Einwohnerentwicklung
| Jahr      | 001818 | 001840 | 001861 | 001871 | 001885 | 001900 | 001925 | 001950 | 001961 | 001970 | 001987 | 001997 | 002007 | 002018 | 002023 |
| Einwohner | 37     | 34     | †      | 47     | 54     | 49     | 66     | 84     | 49     | 47     | 35     | *37    | *44    | *39    | *41    |
| Häuser    | 4      | 5      |        |        | 8      | 7      | 8      | 10     | 10     |        | 11     |        |        |        |        |
| Quelle    | [ 13 ] | [ 14 ] | [ 15 ] | [ 16 ] | [ 17 ] | [ 18 ] | [ 19 ] | [ 20 ] | [ 21 ] | [ 22 ] | [ 23 ] | [ 1 ]  | [ 1 ]  | [ 1 ]  |        |

## Religion
Der Ort ist seit der Reformation evangelisch-lutherisch geprägt und bis heute nach St. Laurentius (Roßtal) gepfarrt. Die Einwohner römisch-katholischer Konfession sind nach Christkönig (Roßtal) gepfarrt.